# ویلیام پترسن
ویلیام پیترسن (انگلیسی: William Petersen؛ زاده ۲۱ فوریهٔ ۱۹۵۳) هنرپیشه اهل ایالات متحده آمریکا است. وی از سال ۱۹۷۶ میلادی تاکنون مشغول فعالیت بوده است.
از فیلم‌هایی که وی در آن نقش داشته است، می‌توان به سی‌اس‌آی، جدایی، شکارچی انسان، اسلحه‌های جوان ۲، آبشارهای مالهالند، فوت کرد، برای زندگی و مرگ و سارق اشاره کرد.